# Orlando Hernández
Orlando "El Duque" Hernández Pedroso es un exjugador de béisbol nacido en La Habana, Cuba el 11 de octubre de 1965. Logró la medalla de oro en los Juegos Olímpicos de Barcelona 1992, fue 2 veces campeón de la Serie Nacional con Industriales y es el único cubano que ha ganado 4 veces la Serie Mundial (tres con los New York Yankees y una con los Chicago White Sox). Está considerado uno de los mejores lanzadores de todos los tiempos del béisbol cubano. Nunca más ha regresado a Cuba

## Carrera en Cuba
Durante su etapa en la Serie Nacional “el Duque” jugó para Industriales, el principal equipo de La Habana, siendo el principal abridor del equipo y pieza clave en los campeonatos conseguidos en 1992 y 1996.
Durante la postemporada de 1996 guio a Industriales en su triunfo contra Villa Clara, en la gran final de la Serie, habiendo derrotado previamente a Pinar del Río, por 4 juegos contra 0, en la semifinal occidental.
En las 10 temporadas que jugó en Cuba acumuló un balance de 126 juegos ganados por 47 perdidos con un promedio de carreras limpias de 3.05 y 1211 ponches. Su promedio de ganados y perdidos de .728 se mantiene como la mejor marca de la historia para Series Nacionales.
En 1997, Orlando Hernández abandonó Cuba partiendo en un bote hacia Estados Unidos desde la pequeña localidad de Caibarién. El bote fue interceptado por guardacostas americanos y los ocupantes fueron entregados a las autoridades de las Bahamas para su futura repatriación hacia Cuba. No obstante, gracias a la actuación del representante de deportistas Mark Cubas, “el Duque” logró exiliarse en Costa Rica viviendo por los alrededores de Estadio Escarré, después se pudo trasladar a EE. UU. y como no residente de pudo negociar su pase a Grandes Ligas como agente libre. Luego de dos meses en Costa Rica, entró en Estados Unidos con una visa gestionada por los New York Yankees, con los que había negociado un contrato de cuatro años por 6,6 millones de dólares.

## Carrera en grandes ligas

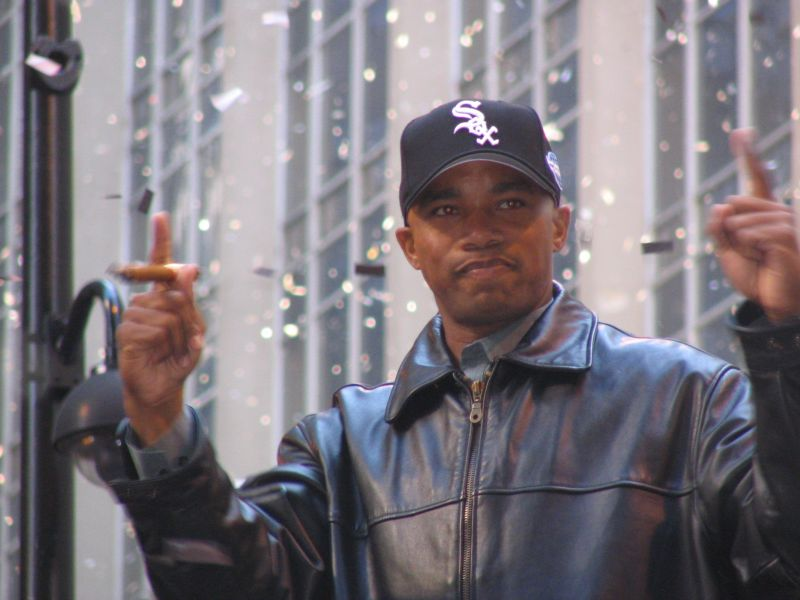
Desfile de la victoria de la Serie Mundial 2005, Orlando Hernández.

“El Duque” disfrutó de su mejor temporada en Grandes Ligas en 1999, con un récord de ganados y perdidos de 17 y 9 y estableciendo su mayor marca de ponches con 157 e innings lanzados con 214.1 jugando para los New York Yankees. Luego de la temporada regular fue seleccionado el MVP de la Serie por el Campeonato de la Liga Americana. Con los Yankees, Orlando Hernández estuvo seis de sus primeras siete temporadas en Grandes Ligas, logrando la victoria en tres Series Mundiales consecutivas (1998, 1999 y 2000) como parte del personal de abridores de los Yankees.
En el año 2005, siendo lanzador de los Chicago White Sox, “el Duque” tuvo una actuación memorable en el sexto inning del tercer juego de la Serie por la División de la Liga Americana contra los Boston Red Sox. Fue traído de relevo con las bases llenas sin outs y logró dominar en dos elevados a los dos primeros bateadores para luego ponchar a Johnny Damon y cerrar el inning sin anotaciones. Esto permitió a los White Sox imponerse en el partido para posteriormente eliminar a los Red Sox de los play-off. Orlando Hernández lograría esa temporada (2005) su cuarto anillo de Serie Mundial, convirtiéndose en el primer cubano en ganar cuatro Series Mundiales.
Luego de la temporada del 2005 El Duque fue traspasado a los Arizona Diamondbacks para en mayo del 2006 pasar a los New York Mets en un trato que incluía al pitcher relevista Jorge Julio.
Su primera temporada en la Liga Nacional le permitió probar algunos desempeños ofensivos por primera vez en su carrera. El 29 de julio de 2006 Hernández impulsó las dos primeras carreras de su trayectoria. Luego, el 20 de agosto de 2006, en el Shea Stadium, logró robar su primera base.
Orlando Hernández lanzó muy bien en su etapa con los New York Mets, logrando un balance de 9-7 con 4.07 de PCL en 20 salidas mientras los Mets ganaban la conferencia este de la Liga Nacional. Su estelar desempeño durante el mes de septiembre con balance de 2-2 con un PCL de 2.02 le dieron la oportunidad de ser el abiertos del primer juego de la Serie por la División de la Liga Nacional. Pero, una lesión sufrida el día antes del partido mientras se entrenaba le impidieron participar en el play-off. Las lesiones le permitieron abrir solamente 24 partidos durante la temporada del 2007, pero lanzó con gran efectividad cuando pudo hacerlo para terminar con balance de 9-5 con un PCL de 3.72 y 128 ponches en 147 innings. Durante la temporada del 2008 “el Duque” no pudo lanzar un solo partido debido a las lesiones y una cirugía que le imposibilitaron jugar durante el año convirtiéndose en agente libre al final de la temporada.

## Controversia sobre su edad
Cuando Hernández firmó con los New York Yankees en 1998, afirmó haber nacido en 1969. Sin embargo en 1999 se hizo pública su sentencia de divorcio en Cuba en la que se señalaba que su año de nacimiento había sido 1965.